# Nasaltus rupestris
Nasaltus rupestris är en skalbaggsart som först beskrevs av Sylvain Auguste de Marseul 1864.  Nasaltus rupestris ingår i släktet Nasaltus och familjen stumpbaggar. Inga underarter finns listade i Catalogue of Life.